# Bahnstrecke Duisburg-Ruhrort–Dortmund
| Streckennummer (DB): | 2206 (Duisburg-Ruhrort–Gelsenkirchen-Bickern) 2260 (Duisburg-Neumühl–Grafenbusch) 2205 (Gelsenkirchen-Bickern–Wanne-Eickel) 2208 (Wanne-Eickel–Herne) 2211 (Herne–Castrop-Rauxel Süd) 2210 (Castrop-Rauxel Süd–Dortmund) |                                                         |                                                         |
| Kursbuchstrecke (DB): | 447 (Duisburg-Ruhrort) 424 (Grafenbusch–Bottrop) 426 (Gelsenkirchen-Bickern–Dortmund) |                                                         |                                                         |
| Streckenlänge: | 61 km |                                                         |                                                         |
| Spurweite: | 1435 mm (Normalspur) |                                                         |                                                         |
| Stromsystem: | Herne–Oberhausen-Sterkrade: 15 kV 16,7 Hz ~ |                                                         |                                                         |
| Streckengeschwindigkeit: | 100 km/h |                                                         |                                                         |
| Zweigleisigkeit: | Dortmund-Rahm (Üst)–Dortmund-Marten Dortmund-Bövinghausen–Castrop-Rauxel Süd Herne Hot–Wanne-Eickel Wst Nordstern–Grafenbusch                                                                                            |                                                         |                                                         |
| | |                                                         |                                                         |
| \| \| \| Hauptstrecke von Hamm \| \| \| \| \| Hauptstrecke von Lünen \| \| \| \| 23,0 \| Dortmund Hbf \| Dortmund Hbf \| \| \| \| Strecke nach Soest und zur Ardeybahn nach Iserlohn \| \| \| \| \| S-Bahn-Strecke nach Witten S 5 \| \| \| \| \| Strecken nach DO-Dorstfeld (tief) S 1 bzw. (hoch) S 2 \| \| \| \| \| Hauptstrecke nach Bochum bzw. Witten \| \| \| \| 20,6 \| Dortmund Werkstätte \| Dortmund Werkstätte \| \| \| \| Stammstrecke nach Dortmund-Mengede \| \| \| \| \| ehem. Strecke von Dortmund Gbf \| \| \| \| 19,0 \| Dortmund-Huckarde Nord \| Dortmund-Huckarde Nord \| \| \| \| ehem. Strecke nach Dortmund-Huckarde Süd \| \| \| \| \| Strecke Herne–Dortmund-Dorstfeld S 2 \| \| \| \| \| ehem. Strecke von Abzw Buschstraße \| \| \| \| 17,8 \| Dortmund-Rahm (Üst) (ehem. Abzw) \| Dortmund-Rahm (Üst) (ehem. Abzw) \| \| \| 17,4 \| Dortmund-Rahm \| Dortmund-Rahm \| \| \| 15,4 \| Dortmund-Marten \| Dortmund-Marten \| \| \| 12,7 \| Dortmund-Lütgendortmund Nord \| Dortmund-Lütgendortmund Nord \| \| \| \| gepl. S-Bahn-Strecke von Dortmund-Dorstfeld \| \| \| \| 10,8 \| Dortmund-Bövinghausen \| Dortmund-Bövinghausen \| \| \| 9,8 \| Castrop-Rauxel-Merklinde \| Castrop-Rauxel-Merklinde \| \| \| 7,0 \| Castrop-Rauxel Süd Hp (ab 1955) \| Castrop-Rauxel Süd Hp (ab 1955) \| \| \| \| ehem. Agl Zeche Erin \| \| \| \| 5,3 \| Castrop-Rauxel Süd (alt) \| Castrop-Rauxel Süd (alt) \| \| \| 5,3 \| Castrop-Rauxel Süd (Üst, ehem. Abzw) \| Castrop-Rauxel Süd (Üst, ehem. Abzw) \| \| \| 3,3 \| Herne-Börnig \| Herne-Börnig \| \| \| 100,8 2,4 \| Herne Hot Stammstrecke von Dortmund S 2 \| Herne Hot Stammstrecke von Dortmund S 2 \| \| \| 100,0 0,0 \| Herne Gbf \| Herne Gbf \| \| \| 98,4 0,0 \| Herne Bf (ehem. Herne CME) \| Herne Bf (ehem. Herne CME) \| \| \| \| Strecke nach Recklinghausen S 2 \| \| \| \| \| Verbindungsstrecke nach Herne-Rottbruch \| \| \| \| \| A 43 \| \| \| \| \| Strecke Gelsenkirchen-Bismarck–Bochum \| \| \| \| \| Strecke von Recklinghausen \| \| \| \| 094,50,0 \| Wanne-Eickel Hbf \| Wanne-Eickel Hbf \| \| \| 1,5 \| Wanne-Eickel Wst ehem. nach GE-Bismarck (bis 1988) \| Wanne-Eickel Wst ehem. nach GE-Bismarck (bis 1988) \| \| \| \| Güterstrecke nach Gelsenkirchen \| \| \| \| \| ehem. Salzstrecke nach BO-Riemke \| \| \| \| \| Stammstrecke nach Gelsenkirchen S 2 \| \| \| \| \| Strecke nach Gelsenkirchen-Bismarck \| \| \| \| 2,4 0,0 \| Gelsenkirchen-Bickern (Strw, ehem. Abzw) \| Gelsenkirchen-Bickern (Strw, ehem. Abzw) \| \| \| 2,5 0,0 \| Bickern (alt, Abzw) \| Bickern (alt, Abzw) \| \| \| 4,3 0,0 \| Bismarckstraße (Bk) \| Bismarckstraße (Bk) \| \| \| \| ehem. von Gelsenkirchen-Bismarck \| \| \| \| 5,7 0,0 \| Gelsenkirchen-Schalke (alt, ehem. Schalke CME) \| Gelsenkirchen-Schalke (alt, ehem. Schalke CME) \| \| \| 6,4 0,0 \| Gelsenkirchen-Schalke \| Gelsenkirchen-Schalke \| \| \| 6,8 0,0 \| A 42 \| A 42 \| \| \| \| ehem. Strecke Gelsenkirchen-Bismarck–Essen Hbf \| \| \| \| 7,1 0,0 \| Nordstern (Abzw) \| Nordstern (Abzw) \| \| \| 7,9 0,0 \| Nordstern (Bk) \| Nordstern (Bk) \| \| \| 8,6 0,0 \| Nordstern (Abzw, alt) \| Nordstern (Abzw, alt) \| \| \| \| Rhein-Herne-Kanal, Emscher \| \| \| \| 9,7 0,0 \| Gelsenkirchen-Horst Süd \| Gelsenkirchen-Horst Süd \| \| \| 11,4 0,0 \| Essen-Karnap (alt) \| Essen-Karnap (alt) \| \| \| 12,2 0,0 \| Essen-Karnap (Awanst) \| Essen-Karnap (Awanst) \| \| \| 13,0 0,0 \| Bottrop Süd Vbf \| Bottrop Süd Vbf \| \| \| 15,7 0,0 \| Bottrop Süd (ehem. Bottrop CME) \| Bottrop Süd (ehem. Bottrop CME) \| \| \| \| Strecke Bottrop Hbf Gbf–Abzw Gerschede \| \| \| \| \| Strecke von Bottrop Hbf Gbf \| \| \| \| \| Strecke von Essen-Horl \| \| \| \| \| Strecke von Hamm (Westf) Hbf \| \| \| \| \| Strecke Bottrop Hbf–Essen-Dellwig Ost \| \| \| \| \| Bottrop Westf Sandgräberei(Awanst) \| \| \| \| 17,4 0,0 \| Oberhausen-Osterfeld Ost \| Oberhausen-Osterfeld Ost \| \| \| \| Bottrop-Vonderort \| \| \| \| 18,5 0,0 \| Hochstraße (Üst) \| Hochstraße (Üst) \| \| \| \| ehem. Strecke nach Sterkrade KWE \| \| \| \| 20,3 0,0 \| Oberhausen-Osterfeld (ehem. Osterfeld CME) \| Oberhausen-Osterfeld (ehem. Osterfeld CME) \| \| \| \| ehem. Strecke Oberhausen-Osterfeld Nord–Oberhausen West \| \| \| \| 20,9 0,0 \| Oberhausen-Osterfeld West \| Oberhausen-Osterfeld West \| \| \| \| Strecke nach Oberhausen West \| \| \| \| \| Hauptstrecke von Wesel \| \| \| \| 23,9 0,0 \| Oberhausen-Sterkrade (ehem. Sterkrade CME) \| Oberhausen-Sterkrade (ehem. Sterkrade CME) \| \| \| 22,1 1,7 \| Grafenbusch (Abzw) \| Grafenbusch (Abzw) \| \| \| \| zur Strecke nach Oberhausen Hbf \| \| \| \| \| Hauptstrecke nach Oberhausen Hbf \| \| \| \| \| Emscher \| \| \| \| 4,0 \| Oberhausen Stadt (Anst) \| Oberhausen Stadt (Anst) \| \| \| 26,4 0,0 \| Oberhausen-Buschhausen Strecke nach Wesel \| Oberhausen-Buschhausen Strecke nach Wesel \| \| \| 26,5 4,3 \| Hindenburg (Abzw) \| Hindenburg (Abzw) \| \| \| \| A 3 \| \| \| \| 4,7 \| Zielkowski (Anst) \| Zielkowski (Anst) \| \| \| 5,1 \| Kübel (Anst) \| Kübel (Anst) \| \| \| 5,4 \| König-Brauerei (Anst) \| König-Brauerei (Anst) \| \| \| \| ehem. Verbindungsstrecke von Duisburg-Hamborn \| \| \| \| \| (niveaufreie Einmündung) \| \| \| \| 28,7 6,5 \| Duisburg-Neumühl (zuletzt Anst) \| Duisburg-Neumühl (zuletzt Anst) \| \| \| 30,4 0,0 \| Duisburg-Meiderich Nord (zuletzt Awanst) \| Duisburg-Meiderich Nord (zuletzt Awanst) \| \| \| \| Strecke Hohenbudberg–Beeck–Duisburg-Meiderich Süd \| \| \| \| \| Strecke von Duisburg-Meiderich Süd \| \| \| \| 32,7 0,0 \| Duisburg-Ruhrort Hafen alt \| Duisburg-Ruhrort Hafen alt \| \| \| \| ehem. Strecke nach Duisburg-Ruhrort Hafenbf \| \| \| \| 34,2 0,0 \| Duisburg-Ruhrort (ehem. Bf) \| Duisburg-Ruhrort (ehem. Bf) \| \| \| \| ehem. Trajekt Ruhrort–Homberg \| \| \| \| \| ehem. Bahnstrecke nach Mönchengladbach \| \| \| \| \| \| \| \| Quellen: [1][2] \| \| \| \| | |                                                         |                                                         |
| Verschwenkung von links · Verschwenkung von rechts | | Hauptstrecke von Hamm                                   | Hauptstrecke von Hamm                                   |
| Abzweig geradeaus und von rechts · Strecke | | Hauptstrecke von Lünen                                  | Hauptstrecke von Lünen                                  |
| Bahnhof · Bahnhof mit S-Bahn-Halt | 23,0 | Dortmund Hbf                                            | Dortmund Hbf                                            |
| Strecke · Abzweig geradeaus und nach links | | Strecke nach Soest und zur Ardeybahn nach Iserlohn      | Strecke nach Soest und zur Ardeybahn nach Iserlohn      |
| Strecke · Abzweig geradeaus und nach links | | S-Bahn-Strecke nach Witten S 5                          | S-Bahn-Strecke nach Witten S 5                          |
| Abzweig geradeaus und nach links · Abzweig geradeaus, nach links und von rechts | | Strecken nach DO-Dorstfeld (tief) S 1 bzw. (hoch) S 2   | Strecken nach DO-Dorstfeld (tief) S 1 bzw. (hoch) S 2   |
| Strecke · Abzweig geradeaus und nach links | | Hauptstrecke nach Bochum bzw. Witten                    | Hauptstrecke nach Bochum bzw. Witten                    |
| Strecke · ehemaliger Haltepunkt / Haltestelle | 20,6 | Dortmund Werkstätte                                     | Dortmund Werkstätte                                     |
| Strecke nach rechts · Strecke | | Stammstrecke nach Dortmund-Mengede                      | Stammstrecke nach Dortmund-Mengede                      |
| Strecke von rechts (außer Betrieb) · Strecke | | ehem. Strecke von Dortmund Gbf                          | ehem. Strecke von Dortmund Gbf                          |
| Dienststation / Betriebs- oder Güterbahnhof (Strecke außer Betrieb) · Haltepunkt / Haltestelle | 19,0 | Dortmund-Huckarde Nord                                  | Dortmund-Huckarde Nord                                  |
| Abzweig geradeaus und nach links (Strecke außer Betrieb) · Kreuzung geradeaus oben (Querstrecke außer Betrieb) | | ehem. Strecke nach Dortmund-Huckarde Süd                | ehem. Strecke nach Dortmund-Huckarde Süd                |
| Kreuzung geradeaus oben (Strecke geradeaus außer Betrieb) · Kreuzung geradeaus oben | | Strecke Herne–Dortmund-Dorstfeld S 2                    | Strecke Herne–Dortmund-Dorstfeld S 2                    |
| Abzweig quer und nach links (Strecke außer Betrieb) · Abzweig geradeaus und ehemals von rechts | | ehem. Strecke von Abzw Buschstraße                      | ehem. Strecke von Abzw Buschstraße                      |
| Überleitstelle / Spurwechsel | 17,8 | Dortmund-Rahm (Üst) (ehem. Abzw)                        | Dortmund-Rahm (Üst) (ehem. Abzw)                        |
| Haltepunkt / Haltestelle | 17,4 | Dortmund-Rahm                                           | Dortmund-Rahm                                           |
| Bahnhof | 15,4 | Dortmund-Marten                                         | Dortmund-Marten                                         |
| Haltepunkt / Haltestelle | 12,7 | Dortmund-Lütgendortmund Nord                            | Dortmund-Lütgendortmund Nord                            |
| Abzweig geradeaus und ehemals von links | | gepl. S-Bahn-Strecke von Dortmund-Dorstfeld             | gepl. S-Bahn-Strecke von Dortmund-Dorstfeld             |
| Bahnhof | 10,8 | Dortmund-Bövinghausen                                   | Dortmund-Bövinghausen                                   |
| Haltepunkt / Haltestelle | 9,8 | Castrop-Rauxel-Merklinde                                | Castrop-Rauxel-Merklinde                                |
| Haltepunkt / Haltestelle | 7,0 | Castrop-Rauxel Süd Hp (ab 1955)                         | Castrop-Rauxel Süd Hp (ab 1955)                         |
| Abzweig geradeaus und ehemals von links | | ehem. Agl Zeche Erin                                    | ehem. Agl Zeche Erin                                    |
| ehemaliger Bahnhof | 5,3 | Castrop-Rauxel Süd (alt)                                | Castrop-Rauxel Süd (alt)                                |
| Überleitstelle / Spurwechsel | 5,3 | Castrop-Rauxel Süd (Üst, ehem. Abzw)                    | Castrop-Rauxel Süd (Üst, ehem. Abzw)                    |
| Haltepunkt / Haltestelle | 3,3 | Herne-Börnig                                            | Herne-Börnig                                            |
| Abzweig von links und von rechts · Abzweig geradeaus und nach rechts | 100,8 2,4 | Herne Hot Stammstrecke von Dortmund S 2                 | Herne Hot Stammstrecke von Dortmund S 2                 |
| ehemaliger Dienststation / Betriebs- oder Güterbahnhof · ehemaliger Dienststation / Betriebs- oder Güterbahnhof | 100,0 0,0 | Herne Gbf                                               | Herne Gbf                                               |
| Bahnhof mit S-Bahn-Halt · Bahnhof mit S-Bahn-Halt | 98,4 0,0 | Herne Bf (ehem. Herne CME)                              | Herne Bf (ehem. Herne CME)                              |
| Kreuzung geradeaus unten · Abzweig geradeaus und nach rechts | | Strecke nach Recklinghausen S 2                         | Strecke nach Recklinghausen S 2                         |
| Strecke · Abzweig geradeaus und nach links | | Verbindungsstrecke nach Herne-Rottbruch                 | Verbindungsstrecke nach Herne-Rottbruch                 |
| Brücke · Brücke | | A 43                                                    | A 43                                                    |
| Kreuzung geradeaus unten · Kreuzung geradeaus unten | | Strecke Gelsenkirchen-Bismarck–Bochum                   | Strecke Gelsenkirchen-Bismarck–Bochum                   |
| Abzweig geradeaus und von rechts · Abzweig geradeaus und von rechts | | Strecke von Recklinghausen                              | Strecke von Recklinghausen                              |
| Bahnhof mit S-Bahn-Halt · Bahnhof mit S-Bahn-Halt | 094,50,0 | Wanne-Eickel Hbf                                        | Wanne-Eickel Hbf                                        |
| Abzweig geradeaus und ehemals nach rechts · Blockstelle | 1,5 | Wanne-Eickel Wst ehem. nach GE-Bismarck (bis 1988)      | Wanne-Eickel Wst ehem. nach GE-Bismarck (bis 1988)      |
| Strecke von links (außer Betrieb) · Abzweig geradeaus und ehemals nach rechts · Abzweig geradeaus und nach links | | Güterstrecke nach Gelsenkirchen                         | Güterstrecke nach Gelsenkirchen                         |
| Strecke (außer Betrieb) · Abzweig geradeaus und ehemals nach links · Kreuzung geradeaus oben (Querstrecke außer Betrieb) | | ehem. Salzstrecke nach BO-Riemke                        | ehem. Salzstrecke nach BO-Riemke                        |
| Strecke nach links (außer Betrieb) · Strecke nach links und ehemals von rechts · Kreuzung geradeaus oben | | Stammstrecke nach Gelsenkirchen S 2                     | Stammstrecke nach Gelsenkirchen S 2                     |
| Kreuzung geradeaus unten (Strecke geradeaus außer Betrieb) · Abzweig geradeaus und nach rechts | | Strecke nach Gelsenkirchen-Bismarck                     | Strecke nach Gelsenkirchen-Bismarck                     |
| Strecke (außer Betrieb) · Kilometer-Wechsel | 2,4 0,0 | Gelsenkirchen-Bickern (Strw, ehem. Abzw)                | Gelsenkirchen-Bickern (Strw, ehem. Abzw)                |
| Strecke nach links (außer Betrieb) · Abzweig geradeaus und ehemals von rechts | 2,5 0,0 | Bickern (alt, Abzw)                                     | Bickern (alt, Abzw)                                     |
| ehemalige Blockstelle | 4,3 0,0 | Bismarckstraße (Bk)                                     | Bismarckstraße (Bk)                                     |
| Abzweig geradeaus und ehemals von rechts | | ehem. von Gelsenkirchen-Bismarck                        | ehem. von Gelsenkirchen-Bismarck                        |
| ehemaliger Dienststation / Betriebs- oder Güterbahnhof | 5,7 0,0 | Gelsenkirchen-Schalke (alt, ehem. Schalke CME)          | Gelsenkirchen-Schalke (alt, ehem. Schalke CME)          |
| Dienststation / Betriebs- oder Güterbahnhof | 6,4 0,0 | Gelsenkirchen-Schalke                                   | Gelsenkirchen-Schalke                                   |
| Strecke mit Straßenbrücke | 6,8 0,0 | A 42                                                    | A 42                                                    |
| Abzweig ehemals quer und von rechts · Kreuzung geradeaus unten (Querstrecke außer Betrieb) | | ehem. Strecke Gelsenkirchen-Bismarck–Essen Hbf          | ehem. Strecke Gelsenkirchen-Bismarck–Essen Hbf          |
| Abzweig ehemals geradeaus und nach links · Abzweig geradeaus und von rechts | 7,1 0,0 | Nordstern (Abzw)                                        | Nordstern (Abzw)                                        |
| Strecke (außer Betrieb) · ehemalige Blockstelle | 7,9 0,0 | Nordstern (Bk)                                          | Nordstern (Bk)                                          |
| Strecke nach links (außer Betrieb) · Abzweig geradeaus und ehemals von rechts | 8,6 0,0 | Nordstern (Abzw, alt)                                   | Nordstern (Abzw, alt)                                   |
| Brücke über Wasserlauf | | Rhein-Herne-Kanal, Emscher                              | Rhein-Herne-Kanal, Emscher                              |
| ehemaliger Haltepunkt / Haltestelle | 9,7 0,0 | Gelsenkirchen-Horst Süd                                 | Gelsenkirchen-Horst Süd                                 |
| ehemaliger Bahnhof | 11,4 0,0 | Essen-Karnap (alt)                                      | Essen-Karnap (alt)                                      |
| Blockstelle | 12,2 0,0 | Essen-Karnap (Awanst)                                   | Essen-Karnap (Awanst)                                   |
| ehemaliger Dienststation / Betriebs- oder Güterbahnhof | 13,0 0,0 | Bottrop Süd Vbf                                         | Bottrop Süd Vbf                                         |
| Dienststation / Betriebs- oder Güterbahnhof | 15,7 0,0 | Bottrop Süd (ehem. Bottrop CME)                         | Bottrop Süd (ehem. Bottrop CME)                         |
| Kreuzung geradeaus unten und links | | Strecke Bottrop Hbf Gbf–Abzw Gerschede                  | Strecke Bottrop Hbf Gbf–Abzw Gerschede                  |
| Abzweig geradeaus und von rechts | | Strecke von Bottrop Hbf Gbf                             | Strecke von Bottrop Hbf Gbf                             |
| Abzweig geradeaus und von links | | Strecke von Essen-Horl                                  | Strecke von Essen-Horl                                  |
| Strecke von rechts · Strecke | | Strecke von Hamm (Westf) Hbf                            | Strecke von Hamm (Westf) Hbf                            |
| Abzweig geradeaus und nach links · Kreuzung geradeaus unten | | Strecke Bottrop Hbf–Essen-Dellwig Ost                   | Strecke Bottrop Hbf–Essen-Dellwig Ost                   |
| ehemaliger Dienststation / Betriebs- oder Güterbahnhof · Strecke | | Bottrop Westf Sandgräberei(Awanst)                      | Bottrop Westf Sandgräberei(Awanst)                      |
| Strecke · Dienststation / Betriebs- oder Güterbahnhof | 17,4 0,0 | Oberhausen-Osterfeld Ost                                | Oberhausen-Osterfeld Ost                                |
| Haltepunkt / Haltestelle · Strecke | | Bottrop-Vonderort                                       | Bottrop-Vonderort                                       |
| Überleitstelle / Spurwechsel · Strecke | 18,5 0,0 | Hochstraße (Üst)                                        | Hochstraße (Üst)                                        |
| Abzweig geradeaus und ehemals nach rechts · Strecke | | ehem. Strecke nach Sterkrade KWE                        | ehem. Strecke nach Sterkrade KWE                        |
| Bahnhof · Dienststation / Betriebs- oder Güterbahnhof | 20,3 0,0 | Oberhausen-Osterfeld (ehem. Osterfeld CME)              | Oberhausen-Osterfeld (ehem. Osterfeld CME)              |
| Kreuzung geradeaus unten (Querstrecke außer Betrieb) · Kreuzung geradeaus unten (Querstrecke außer Betrieb) | | ehem. Strecke Oberhausen-Osterfeld Nord–Oberhausen West | ehem. Strecke Oberhausen-Osterfeld Nord–Oberhausen West |
| Abzweig geradeaus und von links · Abzweig geradeaus und nach rechts | 20,9 0,0 | Oberhausen-Osterfeld West                               | Oberhausen-Osterfeld West                               |
| Strecke nach halblinks · Strecke nach halblinks | | Strecke nach Oberhausen West                            | Strecke nach Oberhausen West                            |
| Strecke von halbrechts und von halblinks · Strecke von halbrechts | | Hauptstrecke von Wesel                                  | Hauptstrecke von Wesel                                  |
| Bahnhof · Strecke | 23,9 0,0 | Oberhausen-Sterkrade (ehem. Sterkrade CME)              | Oberhausen-Sterkrade (ehem. Sterkrade CME)              |
| Strecke · Blockstelle | 22,1 1,7 | Grafenbusch (Abzw)                                      | Grafenbusch (Abzw)                                      |
| Abzweig geradeaus und nach links · Abzweig ehemals geradeaus, nach links und nach rechts | | zur Strecke nach Oberhausen Hbf                         | zur Strecke nach Oberhausen Hbf                         |
| Abzweig ehemals geradeaus und nach links · Kreuzung geradeaus oben (Strecke geradeaus außer Betrieb) | | Hauptstrecke nach Oberhausen Hbf                        | Hauptstrecke nach Oberhausen Hbf                        |
| Brücke über Wasserlauf (Strecke außer Betrieb) · Brücke über Wasserlauf (Strecke außer Betrieb) | | Emscher                                                 | Emscher                                                 |
| Strecke (außer Betrieb) · Blockstelle (Strecke außer Betrieb) | 4,0 | Oberhausen Stadt (Anst)                                 | Oberhausen Stadt (Anst)                                 |
| ehemaliger Turmbahnhof geradeaus unten (Strecke geradeaus außer Betrieb) · Kreuzung geradeaus unten (Strecke geradeaus außer Betrieb) | 26,4 0,0 | Oberhausen-Buschhausen Strecke nach Wesel               | Oberhausen-Buschhausen Strecke nach Wesel               |
| Blockstelle (Strecke außer Betrieb) · Blockstelle (Strecke außer Betrieb) | 26,5 4,3 | Hindenburg (Abzw)                                       | Hindenburg (Abzw)                                       |
| Strecke mit Straßenbrücke (Strecke außer Betrieb) · Strecke mit Straßenbrücke (Strecke außer Betrieb) | | A 3                                                     | A 3                                                     |
| Strecke (außer Betrieb) · Blockstelle (Strecke außer Betrieb) | 4,7 | Zielkowski (Anst)                                       | Zielkowski (Anst)                                       |
| Strecke (außer Betrieb) · Blockstelle (Strecke außer Betrieb) | 5,1 | Kübel (Anst)                                            | Kübel (Anst)                                            |
| Strecke (außer Betrieb) · Blockstelle (Strecke außer Betrieb) | 5,4 | König-Brauerei (Anst)                                   | König-Brauerei (Anst)                                   |
| Kreuzung geradeaus unten (Strecken außer Betrieb) · Abzweig geradeaus und von rechts (Strecke außer Betrieb) | | ehem. Verbindungsstrecke von Duisburg-Hamborn           | ehem. Verbindungsstrecke von Duisburg-Hamborn           |
| Verschwenkung nach links (Strecke außer Betrieb) · Verschwenkung nach rechts (Strecke außer Betrieb) | | (niveaufreie Einmündung)                                | (niveaufreie Einmündung)                                |
| Bahnhof (Strecke außer Betrieb) | 28,7 6,5 | Duisburg-Neumühl (zuletzt Anst)                         | Duisburg-Neumühl (zuletzt Anst)                         |
| Dienststation / Betriebs- oder Güterbahnhof (Strecke außer Betrieb) | 30,4 0,0 | Duisburg-Meiderich Nord (zuletzt Awanst)                | Duisburg-Meiderich Nord (zuletzt Awanst)                |
| Kreuzung geradeaus unten (Strecke geradeaus außer Betrieb) | | Strecke Hohenbudberg–Beeck–Duisburg-Meiderich Süd       | Strecke Hohenbudberg–Beeck–Duisburg-Meiderich Süd       |
| Abzweig ehemals geradeaus und von links | | Strecke von Duisburg-Meiderich Süd                      | Strecke von Duisburg-Meiderich Süd                      |
| ehemaliger Dienststation / Betriebs- oder Güterbahnhof | 32,7 0,0 | Duisburg-Ruhrort Hafen alt                              | Duisburg-Ruhrort Hafen alt                              |
| Abzweig geradeaus und ehemals nach links | | ehem. Strecke nach Duisburg-Ruhrort Hafenbf             | ehem. Strecke nach Duisburg-Ruhrort Hafenbf             |
| Haltepunkt / Haltestelle Strecke ab hier außer Betrieb | 34,2 0,0 | Duisburg-Ruhrort (ehem. Bf)                             | Duisburg-Ruhrort (ehem. Bf)                             |
| Eisenbahnfähre (Strecke außer Betrieb) | | ehem. Trajekt Ruhrort–Homberg                           | ehem. Trajekt Ruhrort–Homberg                           |
| Strecke (außer Betrieb) | | ehem. Bahnstrecke nach Mönchengladbach                  | ehem. Bahnstrecke nach Mönchengladbach                  |
| | |                                                         |                                                         |
| Quellen: | |                                                         |                                                         |

Die Bahnstrecke Duisburg-Ruhrort–Dortmund wurde von der Köln-Mindener Eisenbahn-Gesellschaft (CME) gebaut, um das Gebiet nördlich ihrer Ruhrgebiets-Stammstrecke besser für Zechen und Industrieanlagen erschließen zu können.
Die Strecke war zur Zeit der Deutschen Reichsbahn größtenteils mindestens zweigleisig ausgebaut, heute wechseln sich zweigleisige, eingleisige und komplett abgebaute Abschnitte ab. Der Abschnitt von Oberhausen-Sterkrade nach Herne wurde zwischen 1963 und 1975 mit Oberleitung versehen.

## Geschichte
Lange Zeit lag das Hauptaugenmerk der CME auf ihren überregionalen Strecken im Rheinland und Westfalen. Mit der Nordwanderung des Kohlebergbaus von der Ruhr zur Emscher rückte das Gebiet zwischen beiden Flüssen stärker in das Interesse der CME.
Ausgehend von den Bahnhöfen in Herne und Wanne an ihrer Stammstrecke begann die CME mit dem Bau zweier Strecken, die letztendlich eine durchgehende Verbindung von Duisburg-Ruhrort nach Dortmund über weite Strecken entlang der Emscher bildeten (daher auch die Bezeichnung „Köln-Mindener Emschertalbahn“).

### Wanne – Herne
Bereits im Jahr 1866 hatte die CME den stark befahrenen Abschnitt zwischen den Bahnhöfen Pluto (ab 1869 Wanne CME, heute Wanne-Eickel Hbf) und Herne CME (heute Bahnhof Herne) viergleisig ausgebaut. Dabei wurden auch Anschlussgleise wie zur Zeche Pluto westlich von Wanne einbezogen.
Da zu dieser Zeit Eisenbahnstrecken auch mehr als zwei Gleise haben durften, zählten die neuen Gleise zu ihrer Stammstrecke und erhielten auch deren Kilometrierung, welche dann bei der Umwandlung in eine eigene Strecke übernommen wurde.

### Wanne – Ruhrort

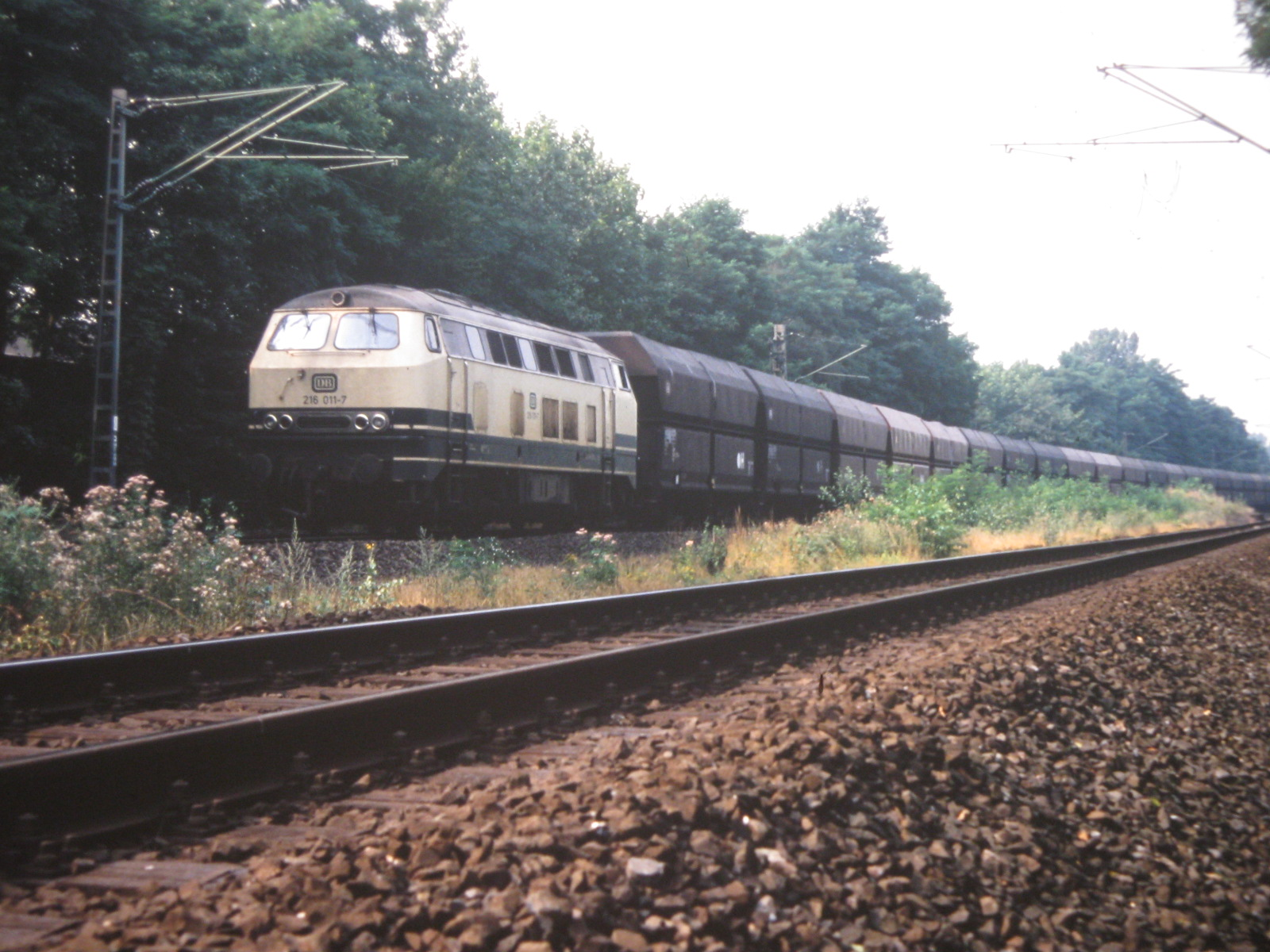
DB 216 011-7 auf der Bahnstrecke Gelsenkirchen Schalke–Oberhausen-Osterfeld Süd bei Essen-Karnap, August 1989

Den westlichen Streckenast begann die CME im Bahnhof Wanne CME, der zwischenzeitlich zu einem Eisenbahnknoten ausgebaut worden war. Der erste Abschnitt bis Schalke CME (heute Betriebsbahnhof Gelsenkirchen-Schalke) wurde am 7. November 1871 für den Güterverkehr freigegeben. Zwei Jahre später am 15. November 1873 folgte der zweite Abschnitt über Osterfeld CME (heute Bahnhof Oberhausen-Osterfeld) nach Sterkrade CME (heute Bahnhof Oberhausen-Sterkrade). Im Personenverkehr wurde der Bahnhof Sterkrade CME auf der Bahnstrecke Oberhausen–Arnheim schon seit 1856 bedient, nach Wanne CME fuhren die ersten Personenzüge am 1. Juli 1874.
Der letzte Abschnitt nach Ruhrort CME (heute Haltepunkt Duisburg-Ruhrort) wurde am 1. Juli 1875 zunächst für den Güterverkehr eröffnet, am 15. Oktober 1875 dann auch für den Personenverkehr.
Am 1. Dezember 1878 wurde schließlich eine Direktverbindung zwischen der Abzweigstelle Grafenbusch und dem Bahnhof Neumühl eingeweiht, über die Güterzüge Sterkrade ohne Fahrtrichtungswechsel passieren konnten.

### Herne – Dortmund
Auch der östliche Streckenast war zuvor bereits als Anschlussgleis angelegt worden, in diesem Fall der Zeche Erin. Dieses führt ausgehend vom Bahnhof Herne CME zunächst mehrere Kilometer parallel zur Stammstrecke. Dieses Anschlussgleis wurde am 1. Dezember 1874 bis Castrop (Stadt) in eine allgemeine Bahnstrecke für den Güterverkehr umgewandelt.
Bis zum Jahresanfang 1878 baute die CME die Strecke dann weiter über Merklinde (heute Dortmund-Bövinghausen) und Marten CME (heute Dortmund-Marten) nach Huckarde CME (heute Dortmund-Huckarde Nord), wo sie im Bereich des Dortmunder Güterbahnhofs wieder auf die Stammstrecke nach Dortmund CME (heute Dortmund Hbf) trifft. Ab dem 1. April 1878 fuhren dann auch Personenzüge zwischen Herne CME und Dortmund CME.
Im Rahmen der Planungen zur S-Bahn Rhein-Ruhr war zunächst beabsichtigt, das Teilstück zwischen Dortmund Hbf und Dortmund-Bövinghausen teilweise stillzulegen. Die S-Bahnlinie S4 sollte vom heutigen Endpunkt Dortmund-Lütgendortmund weiter nach Norden geführt werden, am Haltepunkt Dortmund-Bövinghausen wieder in die Strecke einfädeln und weiter bis Herne führen. Die Regionalbahn RB 43 hätte hiernach nur noch den Abschnitt Herne – Dorsten bedient. Zwischen Dortmund-Huckarde Nord und Dortmund-Rahm sollte die Trasse durch eine neue Stadtbahnlinie genutzt werden, welche hiernach über einen neu zu errichtenden Gleiskörper bis Kirchlinde führen sollte. Die Planungen hierzu wurden jedoch nicht weiter verfolgt.

## Bedienung

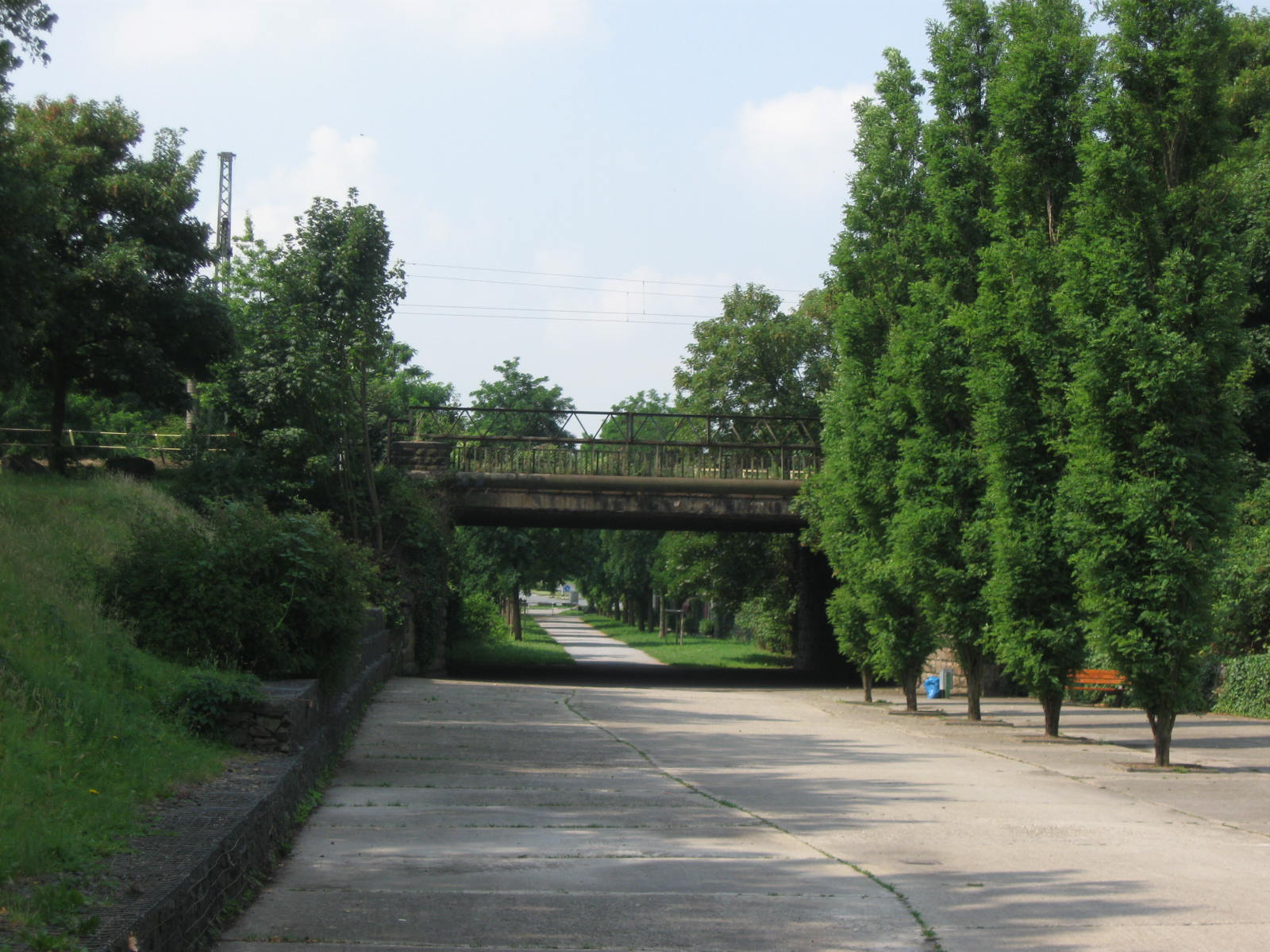
Ehemalige Trasse, Überführung der Güterzugstrecke Meiderich Süd–Beeck in Duisburg-Meiderich

Der Abschnitt zwischen Dortmund Hbf und Herne ist heute größtenteils nicht elektrifiziert und über weite Strecken nur eingleisig. Er wird hauptsächlich im Schienenpersonennahverkehr von der Regionalbahn RB 43 „Emschertal-Bahn“ von Dortmund Hbf nach Dorsten genutzt.
Der größte Streckenabschnitt zwischen Herne und Oberhausen-Sterkrade ist heute durchgehend elektrifiziert, bis Wanne-Eickel Hbf und ab der Abzweigstelle Nordstern durchgehend zweigleisig, und wird fast ausschließlich von Güterzügen genutzt.
Der Regionalexpress RE 44 „Fossa-Emscher-Express“ von Moers nach Bottrop Hbf befuhr nur den kurzen Abschnitt zwischen Oberhausen-Osterfeld und der Abzweigstelle Grafenbusch, der streng genommen ein Überbleibsel der Märkischen Emschertalbahn ist. Zum Fahrplanwechsel ab 15. Dezember 2024 wurde die Linie auf Omnibusbetrieb umgestellt.

## Heutige Situation
Vom Bahnhof Oberhausen-Sterkrade bzw. von der Abzweigstelle Grafenbusch bis zum ehemaligen Duisburg-Ruhrorter Hafenbahnhof ist die Strecke stillgelegt und inzwischen vollständig abgebaut. Auf der ehemaligen Trasse wurde ein Fußgänger- und Radwanderweg zum Landschaftspark Duisburg-Nord angelegt („Grüner Pfad“), auf der Fläche des ehemaligen Bahnhofs Duisburg-Neumühl ein Gewerbegebiet angesiedelt.

## Planungen
Im März 2023 veröffentlichte der VRR sein „SPNV-Zielnetz 2040“. Darin soll der Streckenabschnitt Gelsenkirchen Zoo bis Bottrop-Vonderort vom Personenverkehr (S-Bahn-Linie S43) genutzt werden. Die Endstationen der S-Bahn-Linie werden in Oberhausen Sterkrade und Dortmund Hbf sein. Neue Haltestellen sollen errichtet werden in Gelsenkirchen-Schalke Nord, Gelsenkirchen-Horst Süd, Essen-Karnap und Bottrop Süd. In den NRW-Zielnetzen 2032 und 2040 des „Kompetenzcenters Integraler Taktfahrplan“ ist die Strecke jedoch nicht enthalten (Stand: April 2023).